# Lioré et Olivier LeO 451
Lioré et Olivier LeO 451 byl francouzský střední bombardér. Jednalo se o čtyřmístný dvoumotorový dolnoplošník celokovové konstrukce s krytými prostory osádky a zatahovacím podvozkem. Svislé ocasní plochy byly dvojité, umístěné na koncích vodorovné ocasní plochy.
Vznikl vývojem bombardéru Lioré et Olivier LeO 45 z roku 1937. První sériový LeO 451 vzlétl 24. března 1939. Většina vyrobených strojů byla verze LeO 451 B4. Letoun sloužil u těchto francouzských útvarů - GB I./11, II./11, I./12, II./12, II./23, I./25, I./31, II./31.
Zúčastnil se bojů druhé světové války již od prvních dnů konfliktu. Nasazen byl zpočátku především na průzkumné mise, od května 1940 pak ke strategickému nočnímu bombardování. Za vlastních bojů o Francii sloužil k útočným bombardovacím akcím v malých výškách.
Ve Francii sloužily i několik let po skončení války.

## Specifikace (LeO 451)

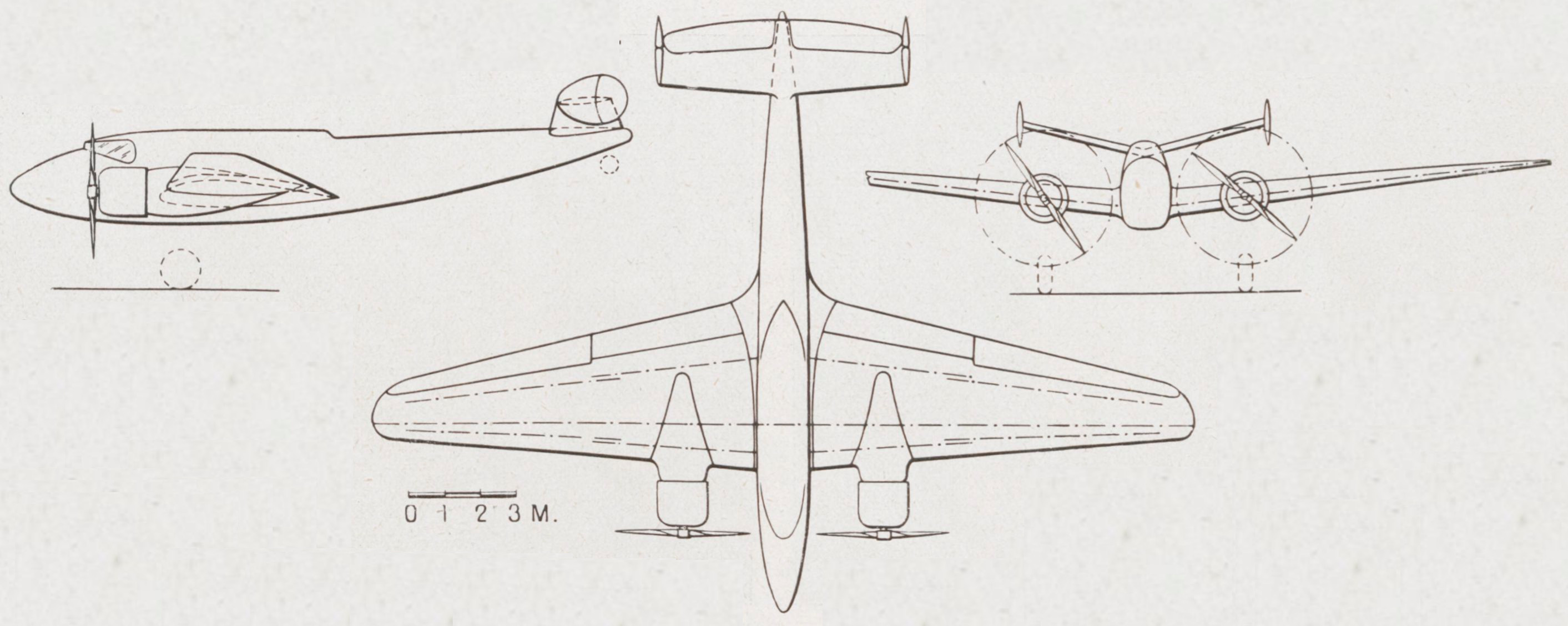
Třípohledový nákres

### Technické údaje
- Osádka: 4
- Rozpětí: 22,52 m
- Délka: 17,17 m
- Výška: 5,24 m
- Nosná plocha: 66 m²
- Hmotnost: 7 530 kg (prázdná), 11 398 kg (vzletová)
- Pohonná jednotka: 2 × čtrnáctiválcový hvězdicový motor Gnome-Rhône 14N 48/49, 1 140 HP (838 kW)

### Výkony
- Rychlost: 480 km/h (maximální), 372 km/h (cestovní)
- Stoupavost: do 5 000 m za 14 min
- Dostup: 9 000 m
- Dolet: 2 900 km

### Výzbroj
- 2 × pohyblivý kulomet MAC 1934 ráže 7,5 mm
- 1 × pohyblivý kanón Hispano Suiza HS 404 ráže 20 mm
- až 2 000 kg pum